# Hlaveň

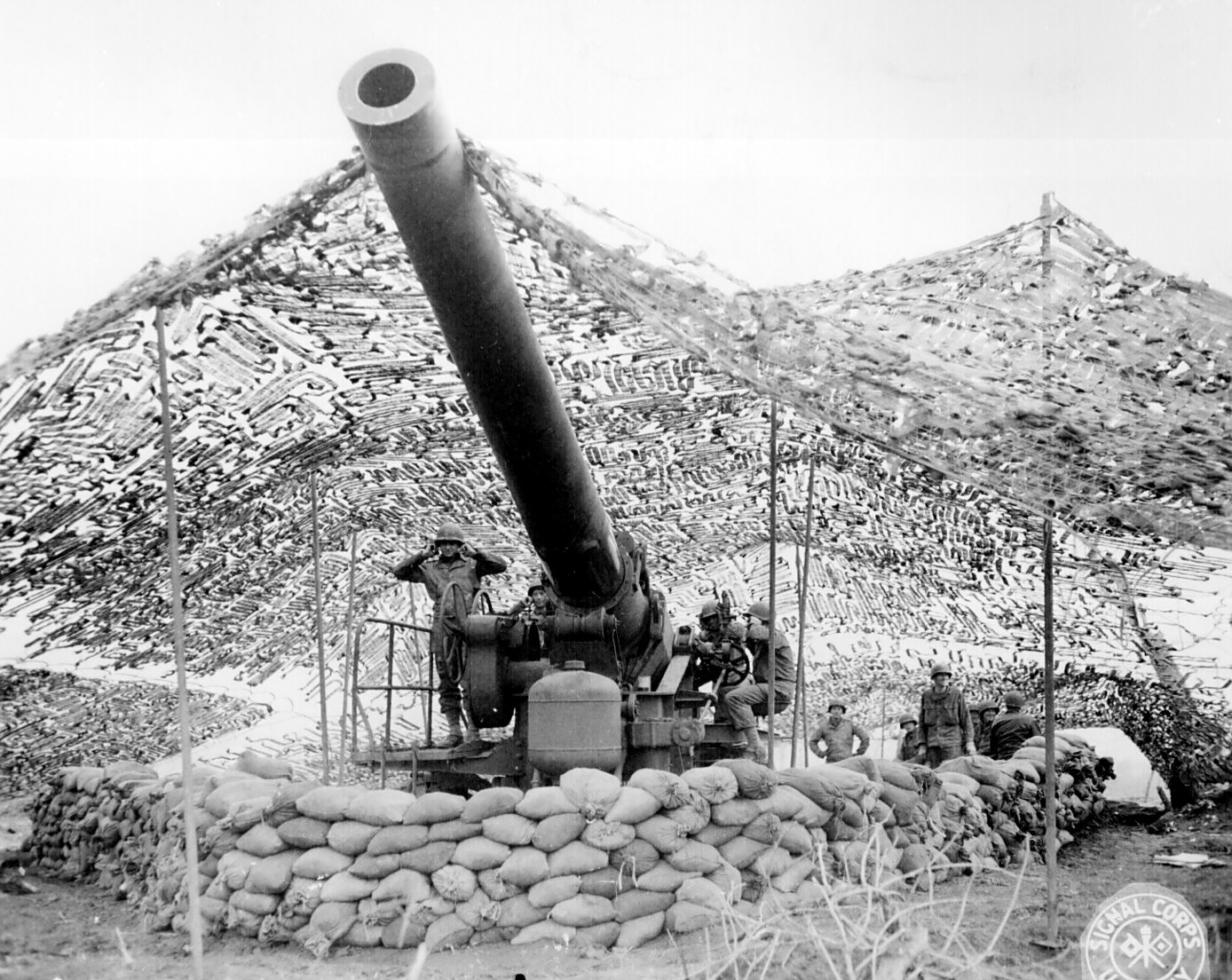
Hlaveň americké houfnice M1 ráže 240 mm

Hlaveň (z němčiny často lauf) je část zbraně, v níž dochází k přeměně určitého druhu energie na kinetickou energii projektilu a zároveň udává projektilu požadovaný směr pohybu. Pokud je hlaveň opatřena drážkovaným vývrtem, pak uděluje projektilu i rotaci.

## Historie
Hlavně palných zbraní byly vyráběny nejprve v Číně.
První zmínky o použití palných zbraní v Evropě jsou ze čtrnáctého století. Jejich hlavní byla trubka na jednom konci zaslepená, s drobným otvorem v horní části na konci pro zapálení střelného prachu uvnitř hlavně.

## Materiály a výroba hlavní
Některé hlavně jsou otevřené z obou stran. Jsou to hlavně zbraní se střelivem poháněným na reaktivním principu. Příkladem takových zbraní je hlavňový raketomet, bazuka nebo pancéřová pěst. Pokud je hlaveň ze zadní strany uzavřená, bývá projektil vystřelován tlakem působícím v hlavni mezi projektilem a uzavřenou stranou hlavně. Existuje mnoho možností jak lze takovýto tlak vytvářet. Například u běžných palných zbraní je tlak za střelou vytvářen  plyny vznikajícími při hoření výmetné náplně, obvykle střelného prachu. V uzavřených hlavních tak vznikají při výstřelu  extrémní tlaky. Požadavky na odolávání vysokým tlakům a u uvedených palných zbraní i vysokým teplotám, tvoří s dostupnou technologií pro výrobu hlavní základní určující faktory pro výběr materiálů pro hlavně.
První hlavně byly vyráběny patrně ze dřeva a bambusu, ale jejich trvanlivost musela být velmi omezená. Do konstrukce hlavní byly zapojovány další materiály. Zajímavostí je existence hlavní konstruovaných jako kompozity více materiálů. Příkladem je kombinace kovu, dřeva a kůže datovaná na počátek 17. století. 
S rozvojem metalurgie se jako hlavní materiál pro konstrukci hlavní prosadily kovy, byť jejich kvalita zpočátku kolísala. Kovové hlavně byly velmi drahé a proto se lze ve sbírkách setkat s historickými zbraněmi používající hlavně ze starších kořistních zbraní. Ceněné byly hlavně z tzv. – damascénské oceli, která byla sice kvalitní, ale extrémně drahá a její dostupnost omezená. U historických zbraní se lze setkat s hlavněmi na kterých je typický vzor damascénské oceli jen kopírován. Tedy vzhled damascénské oceli se je později používán především z estetických důvodů pro dosažení výjimečného vzhledu zbraně. 
Mezi používané kovy patřilo jak železo, a to především ve svých zušlechtěných formách jako jsou litina a hlavně ocel, tak i jiné kovy, především bronz. I proto se při válečných taženích často rekvírovaly a tavily kostelní zvony. U ručních zbraní se prosadila ocel jako konstrukční materiál nejdříve. Pro větší, tedy lafetované zbraně se bronz udržel déle a to především kvůli technologickým problémům při výrobě ocelových hlavní větších ráží. 
Během devatenáctého století Alfred Krupp zvládl technologii výroby hlavní pro děla z oceli a podíl bronzu jako konstrukčního materiálu hlavní se zmenšoval. I tak byla bronzová děla v první světové války stále používána.
Výrobní postupy kovových hlavní se postupně vyvíjely. První kovové hlavně vyráběné kovářskými postupy vznikaly ze dvou pásových želez vykovaných do žlábků, které byly následně spojovány kovářským svařováním. Dalším vylepšováním postupu se přešlo na kování hlavně z jednoho pásu který se pomocí kování a trnu překoval na trubku. Jiným postupem bylo navíjení pásu přímo na trn, přičemž se materiál následně kovářsky svařil. 
Některé materiály umožňovaly výrobu hlavní litím. Důležitou operací pro dokončení vnitřního povrchu hlavně bylo vrtání a další zušlechťovací operace. Pro vrtání hlavní byl vyvinut speciální druh vrtáku, který se nazývá dělový. Jde o speciální vrták jehož konstrukce umožňuje vrtání dlouhých a přesných děr. Vnitřní povrch hlavně se nazývá vývrt. 
Mezi nejmodernější postupy výroby hlavní patří především kování za studena, které se provádí obvykle na polotovaru připraveném vrtáním.   

## Provedení
U pušek byly hlavně dlouhé až dva metry, ale v průběhu devatenáctého století se zjistilo, že taková délka není nutná. Důvodem bylo použití přesnějších projektilů a složitost nabíjení a manipulace s dlouhou zbraní.

## Ráže a vývrt

Hladký vývrt
Drážkovaný, A = průměr pole, B = průměr drážky
Polygonální

Ráže hlavně je smluvní hodnota určující pro jaký projektil je hlaveň určena (9 mm, .45, .22 atp.) Uváděná hodnota ráže odpovídá přibližně průměru střely. Dlouhou dobu byly vnitřní stěny hlavně hladké, odtud výraz hladký vývrt. S rozvojem průmyslu a díky zvládnutí zvláštních metod tváření (kování, protahování, protlačování) či obrábění (drážkování) jsou vytvořeny na vnitřní straně hlavně drážky různého počtu ve tvaru šroubovice tzv. drážkovaný vývrt. Důvodem k této úpravě bylo zpřesnění a stabilizace letu střely. Do projektilu se zaříznou drážky hlavně a v průběhu průchodu hlavní po výstřelu, projektil roztočí (poté má vlastnosti setrvačníku s osou shodnou s osou hlavně). U moderních tankových kanónů došlo k návratu hladkých vývrtů. Střely jsou v tomto případě stabilizovány křidélky v jejich zadní části (střely se šípovou stabilizací). Zbraň může mít několik hlavní. Příkladem mohou být rotační kulomety, lovecké pušky, kapesní pistole zvané derringery. Různé tvary hlavní odpovídají účelu. Povrchově se hlaveň upravuje leptáním, mořením či rytím. Hlaveň může být též opatřena mířidly, tzv. muškou (hrot – vertikální) a hledím (drážka – horizontální).

### Ztotožnění zbraně
Na povrchu vystřelené střely jsou specifické mechanické stopy způsobené průchodem střely skrze vývrt hlavně zbraně. Podobně lze ztotožňovat i podle nábojnice a stop na ní způsobených kontaktem se částmi zbraně. Pokud je k dispozici střela, nebo nábojnice z podezřelé zbraně, lze provést srovnávací expertizu pro ztotožnění zbraně. Množství a jedinečnost těchto specifických stop – markantů – je ovlivněna mnoha okolnostmi.
Tím může být proces ztotožnění značně obtížný. V kriminalistické balistice se pro výsledek zkoumání používá škála s pěti stupni od jedné do pěti. Krajní hodnoty shodu zcela potvrzují, nebo zcela vylučují. Význam jednotlivých stupňů je následující: 
- Stupeň jedna se nazývá individuální shoda a znamená jednoznačný závěr, že nábojnice, či střela pochází z podezřelé zbraně.
- Stupeň dva považuje shodu za velmi pravděpodobnou.
- Stupeň tři znamená, že podle dostupných markantů shodu není možno vyloučit, ale ani potvrdit.
- Stupeň čtyři vyjadřuje zjištění, že shoda je velmi nepravděpodobná.
- Stupeň pět shodu vylučuje.

Organizace ENSFI (European Network of Forensic Science Institutes) která je uznávána jako skupina odborníků pro soudní kriminalistiku na mezinárodní úrovni a jejímž cílem je podporovat výměnu znalostí v oblasti trestního soudnictví a kriminalistice používá při určování shody analogickou pětistupňovou škálu označenou písmeny od A do E. 
Stanovení stupně individuální shody je subjektivní záležitost závisející jak na vědeckých metodách, tak na praxi a zkušenostech znalce, který toto stupně shody stanovuje. Objektivita výsledku je dokládána křížovou kontrolou se zkoumáním jiného znalce.

## Ústí hlavně
Ústí hlavně je konec hlavně, kterým opouští vystřelený projektil hlaveň.
Pro přesnost střelby je klíčové kvalitní zpracování ústí hlavně, protože se jedná o poslední úsek, kde přichází projektil do kontaktu s hlavní. Kdyby vznikla mezera mezi ústím a projektilem, tak by tudy unikly plyny vzniklé shořením střelného prachu který by svým tlakem mohl odklonit projektil ze zamýšlené dráhy letu.
Některé zbraně v minulosti však byly naopak vybavovány ústím ve tvaru trychtýře. Byly to některé zpředu ručně nabíjené osobní zbraně, která se používaly na krátkou vzdálenost. Snížená přesnost byla pak vyvážena snazší a rychlejší možností nabíjení v nepříznivých podmínkách. Oblíbené byly proto u námořníků a jezdectva. Větší rozptyl střeliva mohl být v i výhodný. Při střelbě broky na krátkou vzdálenost účinek střelby připomínal dělostřelbu prováděnou kartáčovými náboji.

## Závěr
Většina palných zbraní měla až do 19. století hlaveň z jednoho kusu, na jednom konci pevně uzavřenou. Tyto zbraně se nabíjely zpředu (skrz ústí). V 19. století byly vyvinuty spolehlivé závěry pro většinu druhů palných zbraní. Závěr umožňuje nabíjení zezadu a tím zjednodušení a zrychlení střelby. Další vývoj vedl k výrobě automatických zbraní.